# Cămărzana
Cămărzana é uma comuna romena localizada no distrito de Satu Mare, na região histórica da Transilvânia. A comuna possui uma área de 48.96 km² e sua população era de 2581 habitantes segundo o censo de 2007.